# 心という名の不可解
「心という名の不可解」(こころというなのふかかい、英語: KokoroToIuNanoFukakai) は、日本の歌手・Adoの楽曲。2022年1月17日に配信限定シングルとしてリリースされた。作詞・作曲・編曲はまふまふが手掛けた。カンテレ・フジテレビ系月10ドラマ『ドクターホワイト』（主演：浜辺美波）の主題歌に起用されている。

## 演奏
- ギター：三矢禅晃
- ミキシング・エンジニア：Naoki Itai